# Laminated Denim
Laminated Denim dvadeset i drugi je studijski album rock-sastava King Gizzard & the Lizard Wizard. Objavljen je 12. listopada 2022., pet dana nakon prethodnog albuma Ice, Death, Planets, Lungs, Mushrooms and Lava. 
Naslov albuma zapravo je anagram naslova 19. albuma skupine Made in Timeland, koji je na digitalnim platformama objavljen s Laminated Denimom. Članovi skupine nazvali su ga „duhovnim nasljednikom” tog albuma; zajedničko im je to što oba sadrže dvije petnaestominutne pjesme napisane uz pomoć otkucaja sata, ali razlikuju se po tome što je Laminated Denim utemeljen na poliritmovima i motorik-ritmovima te psihodeličnom i progresivnom rocku, a Made in Timeland na elektroničkoj glazbi.

## O albumu
Dana 18. lipnja 2022. skupina je na Twitteru izjavila da će do kraja godine objaviti još tri albuma. Dana 12. srpnja objavljeno je da su pjesme na prvim dvama albumima nastale tako što su „sva šestorica članova improvizirano svirala nekoliko sati”, a slično je snimljena i pjesma „The Dripping Tap” s Omnium Gatheruma.
Grupa je 7. rujna objavila naslove, naslovnice i datume objave triju navedenih albuma; izjavila je da će 7. listopada biti objavljen album Ice, Death, Planets, Lungs, Mushrooms and Lava, 12. listopada Laminated Denim, a 28. listopada Changes.
Od svih tih listopadskih uradaka prvi je dovršen Laminated Denim. Nakon snimanja pjesme „The Dripping Tap” skupina je nastavila snimati i provodila je više vremena u studiju improvizirajući nove pjesme. Zadovoljni iskustvom snimanja Laminated Denima, članovi sastava odlučili su tako raditi i dalje; naposljetku su snimili i prethodni album Ice, Death, Planets, Lungs, Mushrooms and Lava.
Glavni pjevač i multiinstrumentalist Stu Mackenzie izjavio je da su mu dvije pjesme s Laminated Denima među najdražima. Za sam je album izjavio: „Katkad vas samonametnute granice natjeraju da se bavite oblikom kreativnosti kojem se uglavnom ne posvećujete ili vam izaziva nelagodu.”

## Objava
Primjerci albuma bili su dostupni na koncertu sastava 10. listopada u Red Rocks Amphitheatreu u Coloradu, dva dana prije službene objave.

## Popis pjesama
Tekstovi: Stu Mackenzie, glazba: Mackenzie, Michael Cavanagh, Cook Craig, Ambrose Kenny-Smith i Joey Walker.
| 1.    | »The Land Before Timeland« | 15:00 |
| 2.    | »Hypertension«             | 15:00 |
| 30:00 |                            |       |

## Recenzije
| Zbirne ocjene | Zbirne ocjene |
| Izvor         | Ocjena        |
| ------------- | ------------- |
| Metacritic    | 71/100        |
| Recenzije     |               |
| Izvor         | Ocjena        |
| AllMusic      | [ 9 ]         |
| The Fire Note | [ 10 ]        |
| Pitchfork     | 7,5/10        |
| Uncut         | [ 12 ]        |

Laminated Denim dobio je uglavnom pozitivne kritike. U recenziji za AllMusic Tim Sendra dao mu je tri zvjezdice od njih pet opisavši album „idealnim za kraćenje vremena dok se zvijezde ne vrate na pozornicu. Hoćete li uživati u ovom albumu kad ga budete slušali kod kuće? Je li ovo King Gizzard na vrhuncu? I da i ne baš. Svakako nije na razini njegovih hvaljenijih albuma, ali ako uživate u King Gizzardu, Laminated Denim svakako valja uvrstiti u stalno rastuću zbirku njegovih radova.” U recenziji za The Fire Note Simon Workman dao mu je četiri zvjezdice od njih pet napisavši: „Glazba polako cvjeta dok pjesme idu svojim tokom, slojevi gitara i klavijatura pletu melodije pod poznatim falsetom Stua Mackenzieja. Dok je Ice, Death, Planets, Lungs, Mushrooms and Lava katkad sadržavao elemente prog[resivnog rocka], džeza i funka, improvizacije na Laminated Denimu više su psihodelične, a motorik-ritam Michaela Cavanagha [preuzet iz] krautrocka čvrsta je točka dok ostatak članova putuje.”
Stuart Berman dao mu je 7,5 boda od njih 10 u recenziji za Pitchfork zaključivši: „Na Laminated Denimu nalaze se dvije uravnotežene, konvencionalno strukturirane pjesme vođene vokalima koje oblikuju svoj put u Gizzardovoj diskografiji, negdje između [za Gizzard] tipičnih neprestano [...] glasnih i živahnih pjesama te očaravajuće melodičnosti koja određuje njegov povremeni izlet u vode hirovitih pastirskih [pjesama]. [...] Dvije pjesme na Laminated Denimu drže se zacrtana plana: uz njih 15 minuta prođe za tren oka.” U recenziji za časopis Uncut Maclay Heriot dao mu je sedam bodova od njih deset izjavivši: „Vrijeme ograničava KG strukturno, ali ne kreativno. Stihovi na 'The Land Before Timelandu' profinjeni su i složeni. [...] 'Hypertension' je jednako lakonoga i jednako je dojmljivo kako Gizzardi razgovaraju svirajući, ali više slijedi stil pastirskoga proga.”

## Zasluge
| King Gizzard & the Lizard Wizard - Ambrose Kenny-Smith – klavijatura, udaraljke; usna harmonika (na pjesmi „The Land Before Timeland”); vokali - Michael Cavanagh – bubnjevi, udaraljke - Cook Craig – bas-gitara (na pjesmi „The Land Before Timeland”); gitara - Joey Walker – gitara, bas-gitara, sintesajzer - Lucas Harwood – klavijatura (na pjesmi „The Land Before Timeland”) - Stu Mackenzie – vokali, gitara, klavijatura; sintesajzer (na pjesmi „The Land Before Timeland”); udaraljke; bas-gitara (na pjesmi „Hypertension”); flauta (na pjesmi „Hypertension”); snimanje, miksanje, produkcija | Ostalo osoblje - Joe Carra – mastering - Jason Galea – ilustracije, fotografija |